# Joaquín Pascual Jiménez
Joaquín Pascual Jiménez (Madrid, 8 de novembre de 1896 - Madrid, 25 d'octubre de 1981) fou un futbolista espanyol de les dècades de 1910 i 1920.

## Trajectòria
Destacà com a jugador del Cardenal Cisneros de Mardrid i Racing de Madrid, on jugà durant set temporades. L'any 1922 fitxà pel FC Barcelona per substituir Ricard Zamora, que havia tornat a l'Espanyol. Jugà dues temporades al club, on disputà 72 partits i guanyà el Campionat de Catalunya l'any 1924. Finalitzà la seva carrera al CD Tenerife.

## Palmarès
- Campionat de Catalunya de futbol:
  - 1923-24